# Osičky
Osičky (en allemand : Klein Wositz) est une commune du district de Hradec Králové, dans la région de Hradec Králové, en République tchèque. Sa population s'élevait à 154 habitants en 2022.

## Géographie
Osičky se trouve à 8 km au nord de Lázně Bohdaneč, à 13 km au sud-ouest de Hradec Králové et à 89 km à l'est de Prague.
La commune est limitée par Syrovátka au nord, par Osice à l'est, par Dolany et Rohoznice au sud, et par Dobřenice à l'ouest.

## Histoire
La première mention écrite de la localité date de 1073.

## Transports
Par la route, Osičky se trouve à 17 km de Hradec Králové et à 103 km de Prague. Le territoire de la commune est traversé d'est en ouest par l'autoroute D11 ; la sortie la plus proche se trouve à Dobřenice, à 4,8 km du centre de la localité.